# Sedlec (Lanžov)
Sedlec je malá vesnice, část obce Lanžov v okrese Trutnov. Nachází se asi 2 km na jih od Lanžova. Prochází zde silnice II/285 a silnice II/325. V roce 2009 zde bylo evidováno 37 adres. V roce 2001 zde trvale žilo 37 obyvatel.
Sedlec leží v katastrálním území Sedlec u Lanžova o rozloze 2,3 km2. V katastrálním území Sedlec u Lanžova leží i Záborov.